# Il cerchio del lupo
Il cerchio del lupo (Echo Park) è un romanzo poliziesco dello scrittore statunitense Michael Connelly pubblicato nel 2006. Si tratta del dodicesimo romanzo della serie avente come protagonista il detective Harry Bosch.
Il romanzo ha vinto nel 2006 il Los Angeles Times Book Prize for Mystery/Thriller.

## Trama
Il libro si apre nel 1992 con il detective Harry Bosch ed il suo partner di allora, Jerry "Jed" Edgar, che indaga sul caso Marie Gesto,una ragazza scomparsa da circa dieci giorni. La ricerca non porta risultati, e così il detective si convince che non si troverà mai né il corpo né l'assassino della ragazza. Quindi si ritorna ai giorni nostri:dopo esser ritornato al lavoro nella divisione speciale "Casi Irrisolti", Harry Bosch riceve una telefonata dal detective Freddy Olivas, il quale gli chiede il fascicolo Gesto,su mandato del direttore della Sezione Processi Speciali, Richard "Ricochet" O'Shea. Le indagini vengono riaperte in un periodo molto delicato della scena politica poiché si avvicinano le elezioni ed O'Shea,in piena campagna elettorale per il posto di procuratore distrettuale, sa che riuscire ad incastrare il colpevole di questo omicidio sarebbe un ottimo punto a suo favore. Improvvisamente entra in scena uno spietato serial killer, Raynard Waits, condannato alla pena di morte, che si dichiara colpevole di nove delitti del passato più quello di Marie Gesto ammettendo anche di essere in grado di condurre la polizia nel luogo dove si trova il cadavere della ragazza. In cambio della sua confessione, Waits vuole che la pena capitale sia tramutata in ergastolo. Ma anche davanti all'evidenza, Harry ha i suoi dubbi e soprattutto si rende contro di aver trascurato un indizio fondamentale. Combattendo contro il suo senso di colpa e seguendo per lo più il suo istinto, Bosch si ritrova a lottare contro un Dipartimento corrotto e il potere dei soldi.

## Edizioni in italiano
- Michael Connelly, Il cerchio del lupo, traduzione di Stefano Tettamanti, Piemme, Milano 2009 ISBN 978-88-566-0959-2
- Michael Connelly, Il cerchio del lupo: thriller, Mondolibri, Milano 2009
- Michael Connelly, Il cerchio del lupo: thriller, traduzione di Stefano Tettamanti, Piemme, Casale Monferrato 2009 ISBN 978-88-384-7543-6
- Michael Connelly, Il cerchio del lupo, traduzione di Stefano Tettamanti, Piemme, Milano 2011 ISBN 978-88-566-1980-5
- Michael Connelly, Il cerchio del lupo: un thriller con Harry Bosch, traduzione di Stefano Tettamanti, Piemme, Milano 2013 ISBN 978-88-6836-663-6 Pickwick